# 中国人民解放军空军福州基地
中国人民解放军空军福州基地，位于福建省福州市，隶属中国人民解放军东部战区空军。

## 沿革
1960年2月，中国人民解放军空军福州指挥所在福建省福州市组建。同年6月，福州指挥所与驻晋江的中国人民解放军福州军区空军机关对调，福州军区空军机关移防福州，原福州指挥所移防晋江并改称中国人民解放军空军晋江指挥所。1962年6月21日，该指挥所改组为中国人民解放军空军第八军，隶属中国人民解放军福州军区空军建制领导，后来移驻福建省漳州市。1976年4月，驻漳州的空军第八军撤销（保留福州军区空军辅助指挥所，1978年8月正式列编时改称中国人民解放军空军漳州指挥所）。（同时将原中国人民解放军成都军区空军指挥所改编为新的空军第八军。1978年，新的空军第八军再次改组为成都军区空军指挥所。）1985年百万大裁军中，在大军区合并后，原中国人民解放军福州军区空军领导机关撤销，改编为中国人民解放军空军第八军军部，空军第八军在福建省福州市重新组建，隶属中国人民解放军南京军区空军建制领导。同时中国人民解放军空军漳州指挥所由军级整编为师级。2003年12月，空军第八军整编为中国人民解放军空军福州指挥所。在2016年深化国防和军队改革前，空军福州指挥所隶属于中国人民解放军南京军区空军。
2017年4月18日，中共中央总书记、国家主席、中央军委主席习近平在北京八一大楼接见新调整组建的84个军级单位主官，并对各单位发布训令；中共中央政治局委员、中央军委副主席许其亮宣读习近平主席签发的中央军委关于调整组建军兵种部队和省军区系统军级单位的命令、决定。在这次军级单位调整组建中，新组建中国人民解放军空军福州基地，副军级，隶属中国人民解放军东部战区空军。

## 历任领导

### 空军福州、晋江指挥所
| 主任 - 夏伯勋 少将（1960年3月18日—1962年6月21日） 副主任 - 吴元任（1960年1月—1962年6月21日） - 徐登昆（1960年7月22日—1962年6月21日） | 政治委员 - 张雍耿 少将（1960年3月18日—1962年6月21日） |

| 参谋长 - 姚峻（1960年1月—1962年6月21日） | 政治部主任 - 杨辛（1960年7月22日—1962年6月21日） |

### 空军第八军
| 军长 - 夏伯勋 少将（1962年6月—1967年6月） - 徐登昆（1968年5月—1969年12月） - 王子祥（1969年12月—1975年8月） - 施永根 空军少将（1985年8月—1990年6月） - 许其亮 空军少将（1990年6月—1993年1月） - 李永金 空军少将（1993年1月—1995年7月） - 刘成军 空军少将（1995年7月—1998年6月） - 高守维 空军少将（1998年6月—1999年6月） - 于长海 空军少将（1999年6月—2003年12月） 副军长 - 吴元任（1962年6月—1968年5月） - 徐登昆（1962年6月—1968年5月） - 赵登程（1966年5月—1967年11月） - 李振川（1966年5月—1970年12月） - 王成美（1966年5月—1976年1月） - 王子祥（1968年9月28日—1969年12月） - 曾冠民（1970年3月—1976年1月） - 钱应发（1985年8月—1992年10月） - 张步驰（1985年8月—1990年6月） - 许其亮（1988年7月—1989年7月，代理） - 刘成军（1990年6月—1993年1月） - 于长海（1994年12月—1999年6月） - 郭春广（1998年12月—2003年12月） | 政治委员 - 张雍耿 少将（1962年6月—1968年5月） - 鲁鸣（1968年5月—1970年12月） - 邹文泗（1971年6月—1976年1月） - 金恭 空军少将（1985年8月—1989年7月） - 王吉连 空军少将（1989年7月—1994年4月） - 吕家书 空军少将（1994年4月—1997年12月） - 彭国祥 空军少将（1997年12月—1999年9月） - 胡春福 空军少将（1999年10月—2002年1月） - 王晓龙 空军少将（2002年1月—2003年12月） 副政治委员 - 邹文泗（1969年9月1日—1976年1月25日） - 李登云（1970年12月—1972年6月） - 许富骏（1985年8月—1990年6月） - 乔清晨（1990年1月—1990年6月） - 邱汉文（1990年6月—1997年4月） - 胡春福（1994年12月—1999年10月） - 赵以良（1997年12月—2003年12月） - 龚德宏（1999年7月—2003年8月） - 邓楚润（2002年12月—2003年12月） |

| 参谋长 - 姚峻（1962年6月21日—1963年11月） - 赵登程（1964年2月—1966年5月） - 曾冠民（1966年5月—1970年3月） - 白锡纯（1970年2月—1976年1月） - 许其亮（1989年7月—1990年6月） - 江建曾（1993年12月—1995年12月） - 王长仓（1998年12月—2001年12月） - 丁来杭（2001年12月—2003年12月） | 政治部主任 - 杨辛（1962年6月21日—1964年7月） - 唐纯一（1964年7月—1965年11月） - 邹文泗（1965年11月—1969年9月1月） - 马鸣（1969年8月30日—1970年12月21日） - 乔清晨（1985年8月—1990年1月25日） - 吕家书（1990年1月25日—1990年6日） - 贺永修（1990年6月—1996年12月） - 王晓龙（1996年12月—2002年1月） - 邓楚润（2002年1月—2002年12月；2002年12月—2003年12月，副政治委员兼） |

### 空军福州指挥所
| 司令员 - 丁来杭 空军少将（2003年12月—2007年12月） - 黄国显 空军少将（2009年12月—2011年3月） - 杨志斌 空军少将（2011年—2014年12月） - 乔相记 空军少将（2015年—2017年） | 政治委员 - 邓楚润 空军少将（2003年12月—2006年7月） - 武飞 空军少将（2006年7月—2011年） - 堵远放 空军少将（2011年—2013年） - 徐西盛 空军少将（2013年—2014年） - 蔡立山 空军少将（2014年9月—2015年7月） - 卢震 空军少将（2015年7月—2016年2月） - 赵东旭 空军少将（2016年—2017年） |

### 空军福州基地
| 司令员 - 吕建强 空军少将（2017年4月—） | 政治委员 - 赵东旭 空军少将（2017年4月—） |